# Crise du barrage d'Oroville de 2017

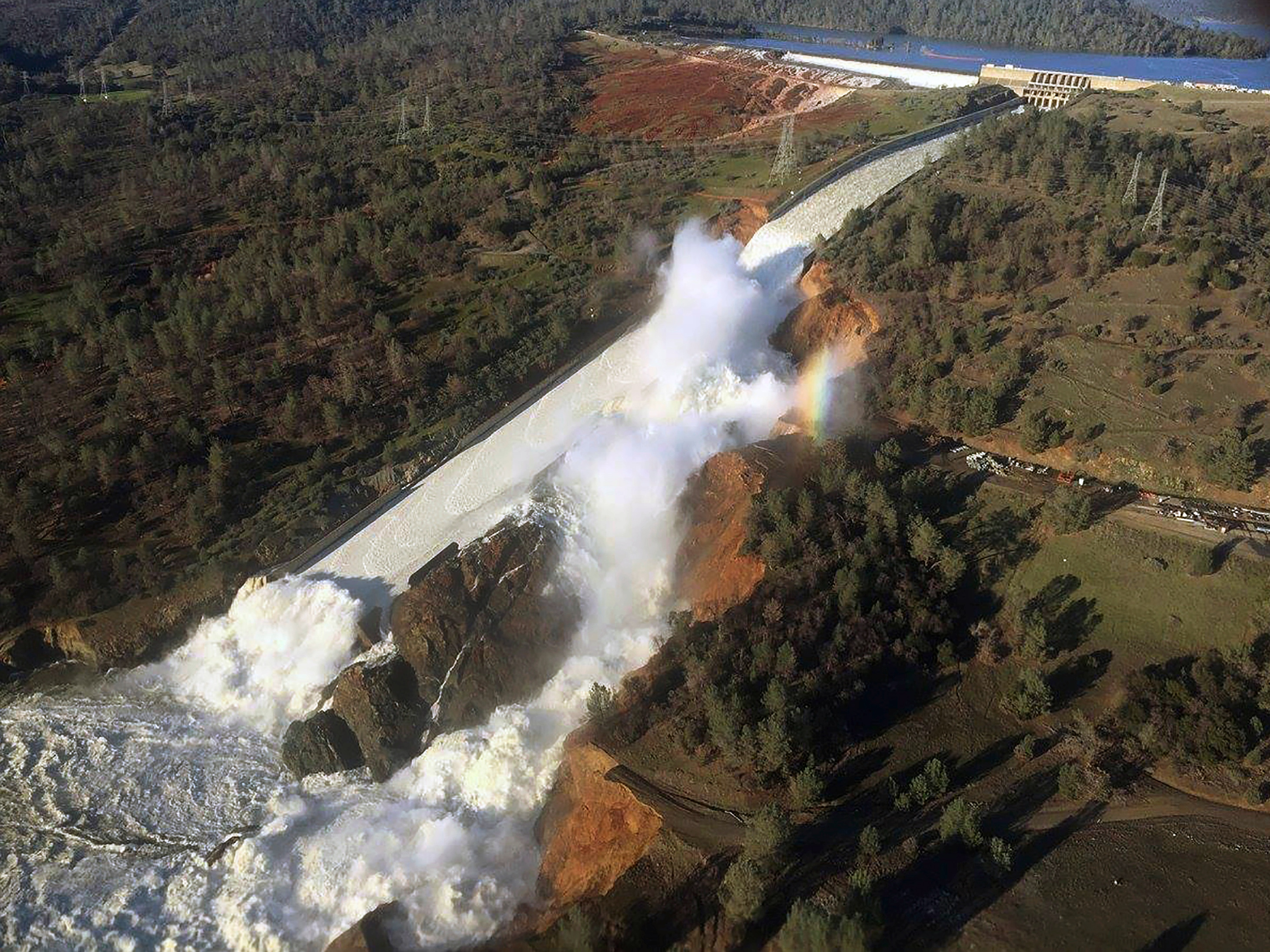
Déversoir principal endommagé par un trou qui le 10 février atteignait 91 m de large pour 152 m de long et 14 m de profondeur. Photo prise le 11 février 2017 (Le flux d'eau a creusé le sol à droite du déversoir destiné à évacuer les crues vers l'aval)

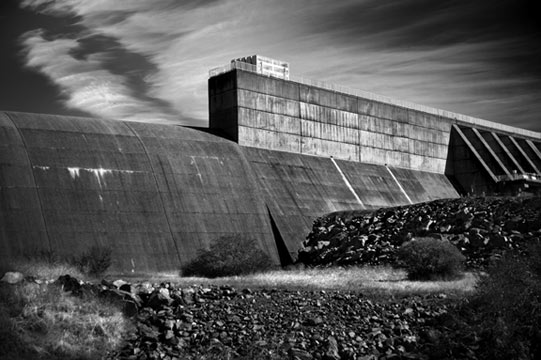
Vue partielle et ancienne de la structure dégradée du déversoir de service principal (à droite sous la digue du barrage d'Oroville, le déversoir d'urgence étant situé à gauche) (photo 2008)

La crise du barrage d'Oroville de 2017, en Californie du nord est une crise associant le risque d’effondrement de tout ou partie du déversoir principal (voire de la digue) du plus haut barrage des États-Unis, le barrage d'Oroville, avec mise en péril des vies et les biens situés dans la zone aval du barrage dans le nord de la Californie. 
Ce barrage est situé dans le comté de Butte à environ 110 km (70 miles) au nord de Sacramento. 
Avec 235 m de hauteur, il est le plus haut des États-Unis et était le barrage le plus grand au  monde au moment de sa construction[Quand ?] qui a coûté un demi milliard de dollars de l’époque. Il a été prévu selon ses concepteurs pour affronter les tremblements de terre,ainsi qu’une crue cincentennale et a fait l’objet d’études de stress géomécanique,. Il est alimenté par la rivière Feather dont il doit contrôler et réguler le débit. 
Début février 2017 des pluies de tempêtes ont causé des dégâts importants au déversoir du barrage, ce qui empêche le gestionnaire de faire fonctionner le déversoir à plein régime pour évacuer les eaux de crue, ce qui menacerait l'intégrité structurelle du déversoir. 
En raison de la menace d'inondation catastrophique (une vague de 9 à 10 mètres de haut pourrait déferler en cas de rupture brutale), plus de 180 000 personnes vivant le long de la rivière Feather ont été évacuées.

## Contexte

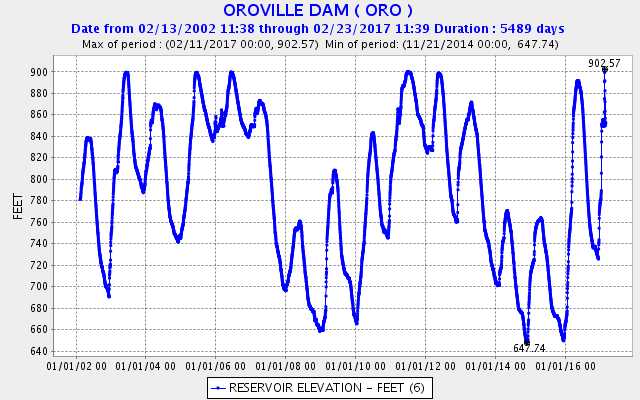
Élévation du lac du barrage d'Oroville sur 15 ans

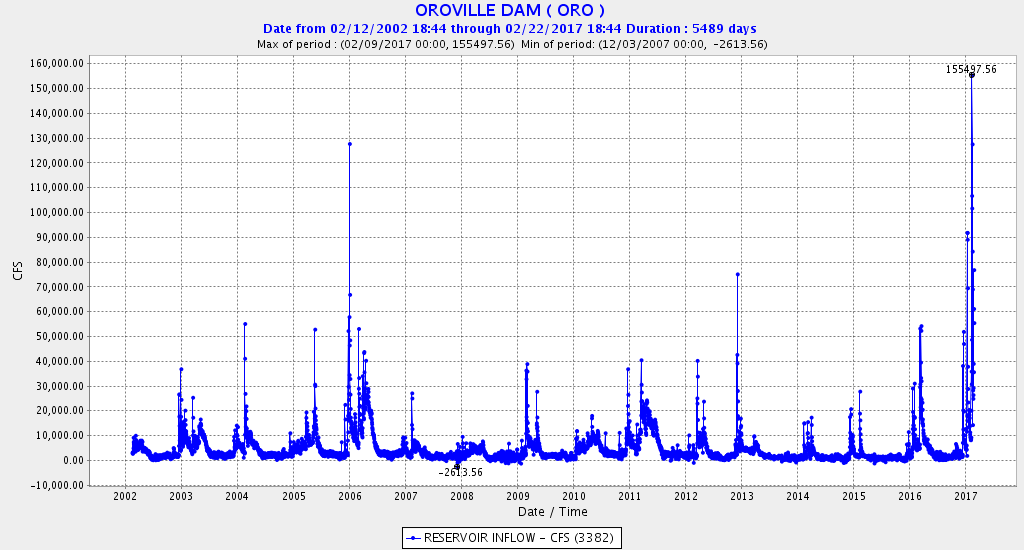
Débit entrant du lac du barrage d'Oroville sur 15 ans

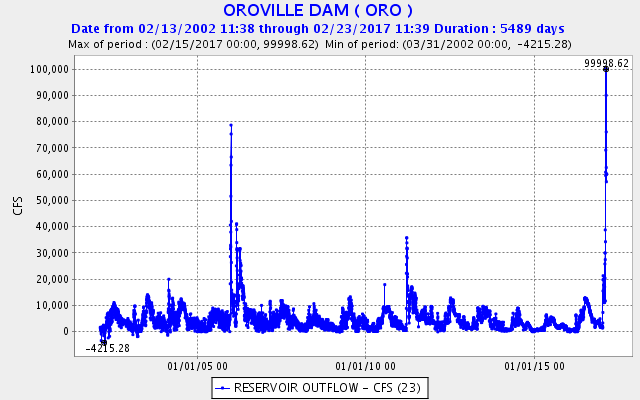
Débit sortant du lac du barrage d'Oroville sur 15 ans

Alors que l’anthropisation et l’imperméabilisation des paysages tendait à accélérer les flux d’eau et à accélérer et augmenter les débits de pointe lors des crues, ce barrage a modifié de manière majeure les flux d’eau en Californie, et il était supposé pouvoir contribuer à un ajustement de la gestion de la ressource en eau face au dérèglement climatique.
La Californie est une région potentiellement vulnérable au risque sismique d’une part (des structures périphériques au barrage ont été endommagées par un tremblement de terre en 1975, mais pas le barrage lui-même,; ce tremblement de terre était de magnitude 5,7 et son épicentre était situé à 11 km au sud-sud-ouest,) et au changement climatique d’autre part, notamment concernant sa pluviométrie et son hydrologie. Dès la fin des années 1980,  puis plus fermement encore en 2003, les modélisateurs prévoyaient déjà des étés plus secs et des risques d’inondation accrus en hiver.

## Le système de la gestion des flux et des déversoirs
Il y a quatre itinéraires prévus pour décharger le barrage de son eau avec par ordre de capacité volumique :
- les conduites alimentant les générateurs hydroélectriques (débit maximal : 480 m³/s[17]) ;
- une sortie en dérivation (capacité : 150 m³/s)[18]. Cette sortie a été endommagée lors d'un accident en 2009 et non réutilisée depuis[19] ;
- le déversoir principal dont le débit de fuite est contrôlable et qui décharge le barrage en cas de trop-plein pour les générateurs.  (capacité :  4 200 m³/s) [18] ;
- le déversoir auxiliaire (d'urgence) non-aménagé, construit plusieurs pieds sous la hauteur du barrage principal. Si le niveau du lac atteint 275 m, le trop-plein s'écoule naturellement par le déversoir auxiliaire[18].

## Historique de la crise

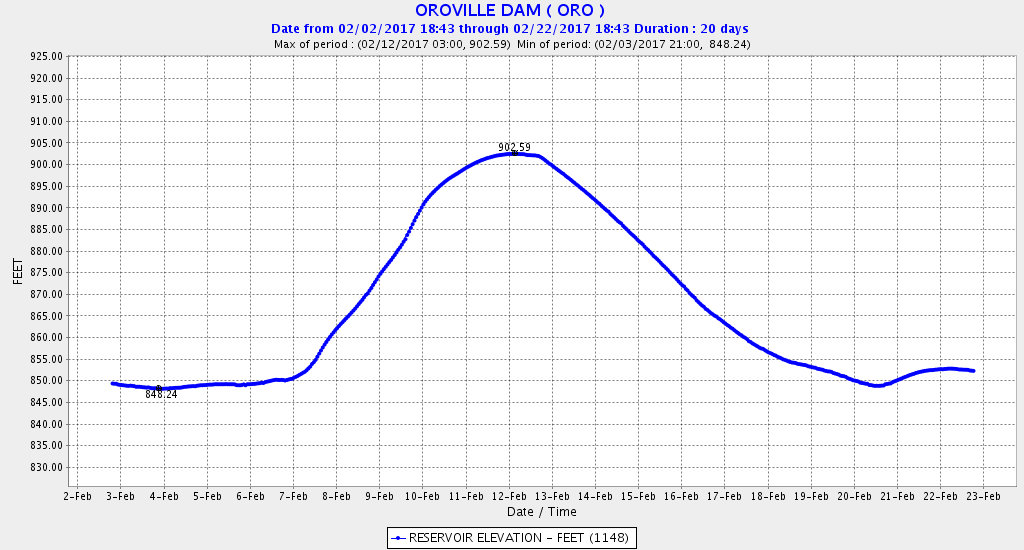
Élévation du lac du barrage d'Oroville en février 2017

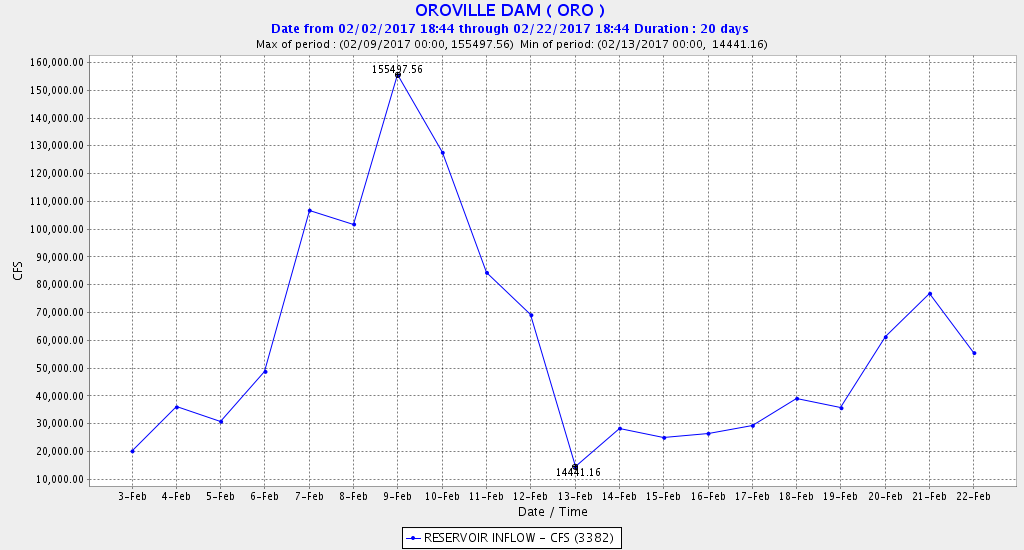
Débit entrant du lac du barrage d'Oroville en février 2017

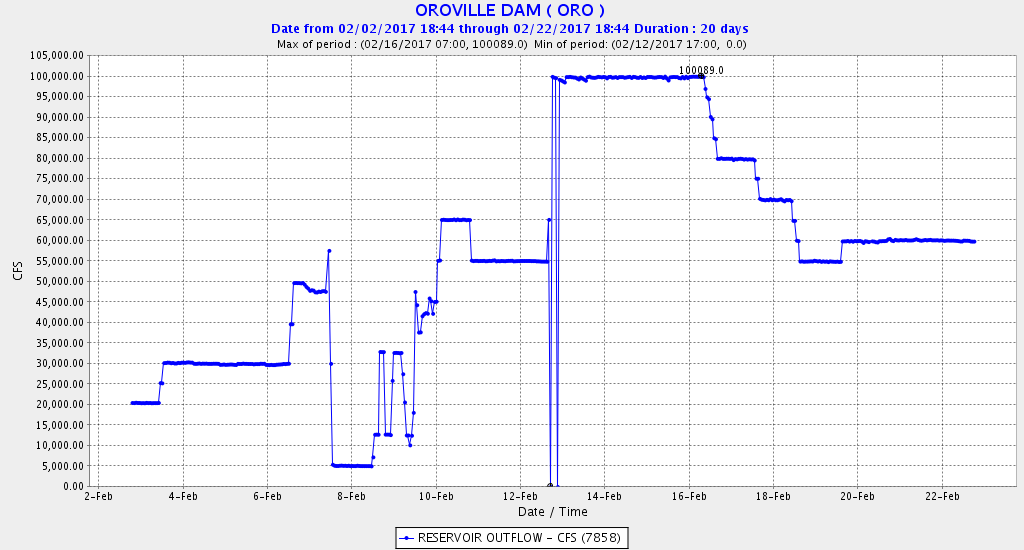
Débit sortant du lac du barrage d'Oroville en février 2017

De fortes pluies d’hiver ont conduit le 7 février 2017 à un déversement continu d'environ 1 400 m3/s pour la première fois en 15 ans. Un cratère est apparu dans le déversoir principal du barrage. 
Le 10 février, le trou dans le déversoir atteignait 91 m de large pour 152 m de long et 14 m de profondeur. 
Les débris emportés par la crue ont endommagé l'écloserie piscicole située en aval sur la rivière Feather (en raison d’une hausse très forte de la turbidité). Le personnel mobilisé par l'État a commencé à évacuer les poissons et œufs de l'écloserie pour tenter d'atténuer les dommages,.
L’exploitant escomptait sur le déversoir pour évacuer assez d’eau et éviter d’avoir à utiliser le déversoir auxiliaire, mais il fut forcé de réduire le débit de 1 800 m3/s à 1 600 m3/s pour protéger les systèmes électriques,. 
En outre, un grand volume de débris issus de la dégradation du déversoir principal endommagé a obstrué le chenal de la rivière Feather en aval du barrage, empêchant la libération d'eau via la centrale hydroélectrique, ce qui a aggravé la situation.

### Déversement d'urgence et évacuation du bassin aval de la rivière Feather

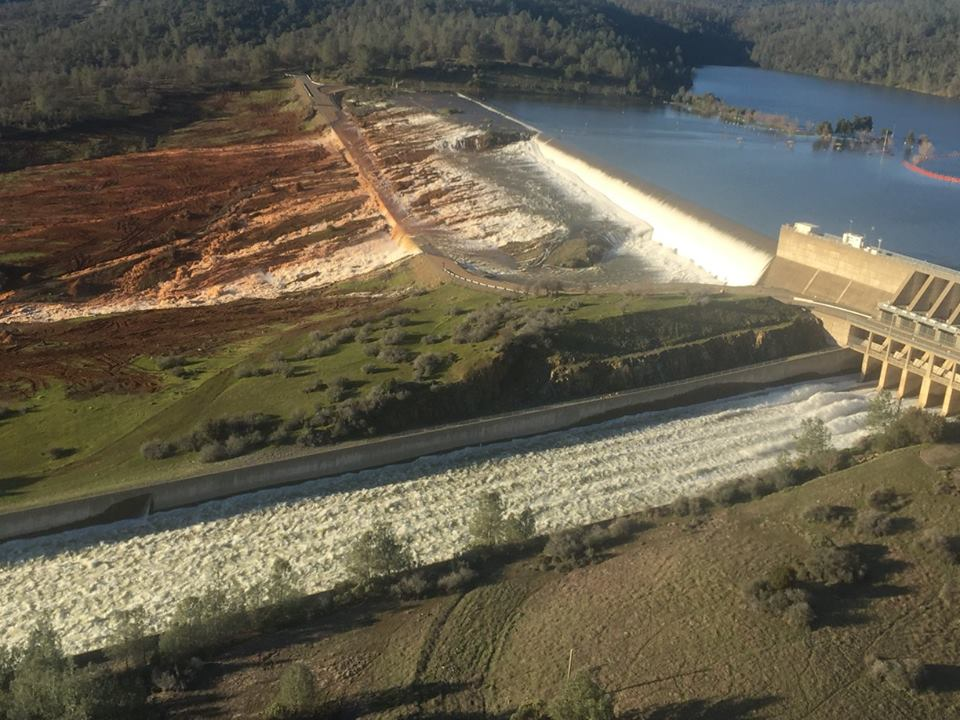
Débordement sur le déversoir auxiliaire (à l’arrière-plan) le 11 février 2017

Des mesures ont rapidement été prises pour préparer le déversoir d'urgence — officiellement dénommé « déversoir auxiliaire » qui n’avait jamais été utilisé depuis la construction du barrage en 1968.
Le 10 février 2017, des lignes électriques ont été tirées jusque là et les travailleurs ont commencé à défricher des arbres à flanc de coteau sous le déversoir auxiliaire 
Peu après 8 heures le 11 février 2017, l’eau a commencé à franchir le déversoir auxiliaire . Comme cette structure est distincte du barrage, les autorités ont d’abord considéré et déclaré qu'il n'y avait pas de danger que le remblai principal soit entamé, estimant que l'évacuation d'Oroville elle-même n'était pas à ce moment justifiée. Des responsables ont déclaré qu'il n'y avait pas à ce stade de menace pour la sécurité publique.
Le niveau du lac a cependant continué à être alimenté par le bassin versant et après qu’il a atteint le niveau du déversoir auxiliaire, un débordement a commencé avec un débit de 360 m3/s. L’eau s'écoulait alors directement sur le versant de terre situé en aval de la crête en béton du déversoir auxiliaire.
Le 12 février 2017, l'évacuation a été ordonnée pour ceux dans les zones basses le long du bassin de la rivière Feather dans les comtés de Butte, Yuba et Sutter, en raison de l'anticipation d'une rupture du déversoir auxiliaire. En effet, l'érosion régressive de la colline a commencé à former une sape passant sous la lèvre en béton du déversoir auxiliaire, amenant la crainte qu'elle puisse s'effondrer. Une défaillance de la partie supérieure en béton du déversoir auxiliaire pourrait provoquer une vague déferlante incontrôlable de jusqu'à 9 mètres (30 pieds) de haut. 
Le débit sur le déversoir principal a été porté à 2 800 m3/s pour tenter de ralentir l'érosion du déversoir auxiliaire tout en se préparant à faire face à de nouvelles intempéries. Le soir du 12 février, à 8 heures, le niveau de l'eau s’abaissait enfin sous le niveau de trop-plein du déversoir auxiliaire, stoppant le débordement à cet endroit. L'arrêt du débit d'eau sur cette zone du barrage a permis d'inspecter à la hâte le degré d'érosion sous-jacent et de stabiliser le substratum avec des rochers.
Mais les ordres d'évacuation n'ont pas été annulés. Les ingénieurs redoutaient que des dommages sur le déversoir principal soient encore accrus, ce qui non seulement rendrait les réparations futures plus coûteuses, mais pourrait  aussi aggraver la situation au point de menacer les déversoirs. L'ampleur des dommages au déversoir principal était alors inconnue, cachée par le nuage d’eau pulvérisée ou l'obscurité; la situation devait être évaluée le 13 au matin.
Le 13 février, des hélicoptères ont commencé à déposer des sacs de sable et de blocs d'enrochement dans la zone du déversoir auxiliaire, alors à sec, afin de protéger sa base contre l'érosion régressive
Au 13 février, 188 000 personnes vivant en aval du barrage dans des zones vulnérables ont été évacuées. Environ 23 000 gardes nationaux ont reçu l'ordre d'être prêts à « se déployer immédiatement si le déversoir du barrage devait s’effondrer » pour aider à l'évacuation et aux secours. 
La dégradation du déversoir principal redoutée fut heureusement limitée malgré le flux transféré du déversoir auxiliaire au principal.
Le 15 février, les 188 000 personnes ont pu rentrer chez elles mais restent toujours en état d'alerte via la police du comté de Butte. Le débit du déversoir principal a pu être diminué à 1 700 m3/s malgré les intempéries qui ont causé à nouveau jusqu'à 2 120 m3/s de débits entrants exceptionnels.
Le 27 février, le niveau en amont du barrage s'était suffisamment abaissé pour permettre d'interrompre temporairement le débit du déversoir principal pour une inspection de ses dommages et pour commencer l'enlèvement des débris obstruant le chenal d'évacuation de l'usine électrique, en vue de la remise en service de celle-ci.